# Aleksander Franta

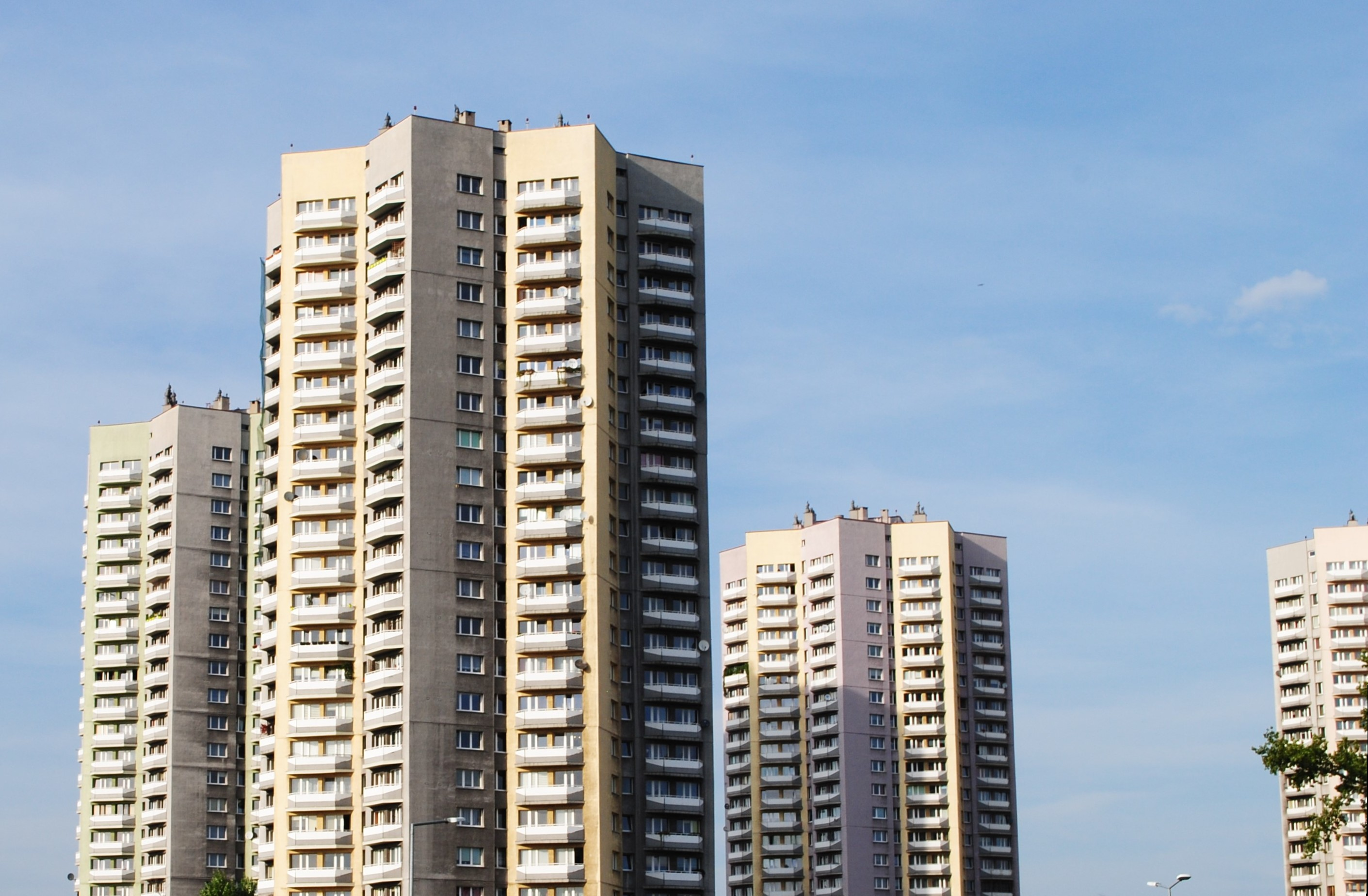
H. Buszko, A. Franta i T. Szewczyk: Osiedle Gwiazdy w Katowicach

Aleksander Franta (ur. 1 lutego 1925 w Krakowie, zm. 1 maja 2019 w Chorzowie) – polski architekt, laureat Honorowej Nagrody SARP (1975); zajmował się też teorią architektury. 5-krotnie był sędzią konkursów międzynarodowych, a krajowych 90-krotnie.

## Życiorys
Urodzony w Krakowie, uczeń szkół powszechnych w Katowicach (1930–1935), Warszawie (1935–1938) i gimnazjum w Zakopanem (1939). W czasie II wojny światowej ewakuowany z Warszawy, przez Wołyń, Polesie, Lwów i Przemyśl dostał się do Nowego Targu. Absolwent Technikum Wodno-Melioracyjnego w Nowym Targu (1941–1944). Studia w zakresie architektury rozpoczął na filii Wydziału Architektury Politechniki Warszawskiej w Zakopanem. Od drugiego roku naukę kontynuował na Wydziale Architektury AGH w Krakowie (dyplom w 1949), gdzie od 1945 do 1947 był młodszym asystentem, a następnie do 1952 asystentem. Od 1949 pracował w Miastoprojekcie Katowice jako projektant w zespole z Henrykiem Buszką i Jerzym Gottfriedem (tzw. Zielone Konie). Od 1958 prowadził z Henrykiem Buszką samodzielną autorską Pracownię Projektów Budownictwa Ogólnego (PPBO) w Katowicach. W latach 1959–1961 był przewodniczącym katowickiego oddziału SARP. W latach 1970–1979 wykładał na Wydziale Architektury Politechniki Śląskiej.
W 2017 otrzymał brązowy Medal „Zasłużony Kulturze Gloria Artis”.
Zmarł 1 maja 2019. Został pochowany 11 maja 2019 na cmentarzu Nowym Targu.

### Życie prywatne
Z żoną Danutą Aleksander Franta miał syna Piotra i córkę Annę; oboje zostali architektami. Jego synowa Ewa, wnuk Julian oraz wnuk Maciej również zostali architektami.

## Główne dzieła
Aleksander Franta, Henryk Buszko, Jerzy Gottfried
- 1950–1954: gmach Okręgowej Rady Związków Zawodowych w Katowicach
- 1954-1955: Dom Kultury huty „Małapanew” w Ozimku
- 1954-1955: Dom Kultury huty „Zgoda” w Świętochłowicach
- 1958–1964: Teatr Ziemi Rybnickiej (obecnie Rybnickie Centrum Kultury) w Rybniku
- 1955–1958: dom wczasowy Transportowiec w Bielsku-Białej Mikuszowicach

Aleksander Franta, Henryk Buszko
- 1958–1979: osiedle Tysiąclecia w Katowicach (z Marianem Dziewońskim i Tadeuszem Szewczykiem)
- 1967–1978: Dzielnica Leczniczo-Rehabilitacyjna na Zawodziu w Ustroniu (z Tadeuszem Szewczykiem)
- 1967–1979: osiedle Gwiazdy w Katowicach (z Tadeuszem Szewczykiem)
- 1960: pawilon pracowni PPBO w Katowicach
- 1960–1963: dom wczasowy Związku Nauczycielstwa Polskiego w Ustroniu
- 1963: Urząd Stanu Cywilnego – Pawilon Ślubów w Chorzowie
- 1959: Sanatorium Górnik w Szczawnicy
- 1977–1989: ośrodek wypoczynkowy górnictwa miedzi (obecnie Hotel Malachit) w Świeradowie-Zdroju
- 1977–1991[7]: kościół pw. Podwyższenia Krzyża św. i Matki Bożej Uzdrowienia Chorych w Katowicach (z Lidią Baron)
- 1979–1985: Katedra Matki Bożej Królowej Apostołów w Częstochowie[8]
- 1985–1990: Kościół Matki Bożej Piekarskiej w Katowicach

## Galeria

### Realizacje katowickie

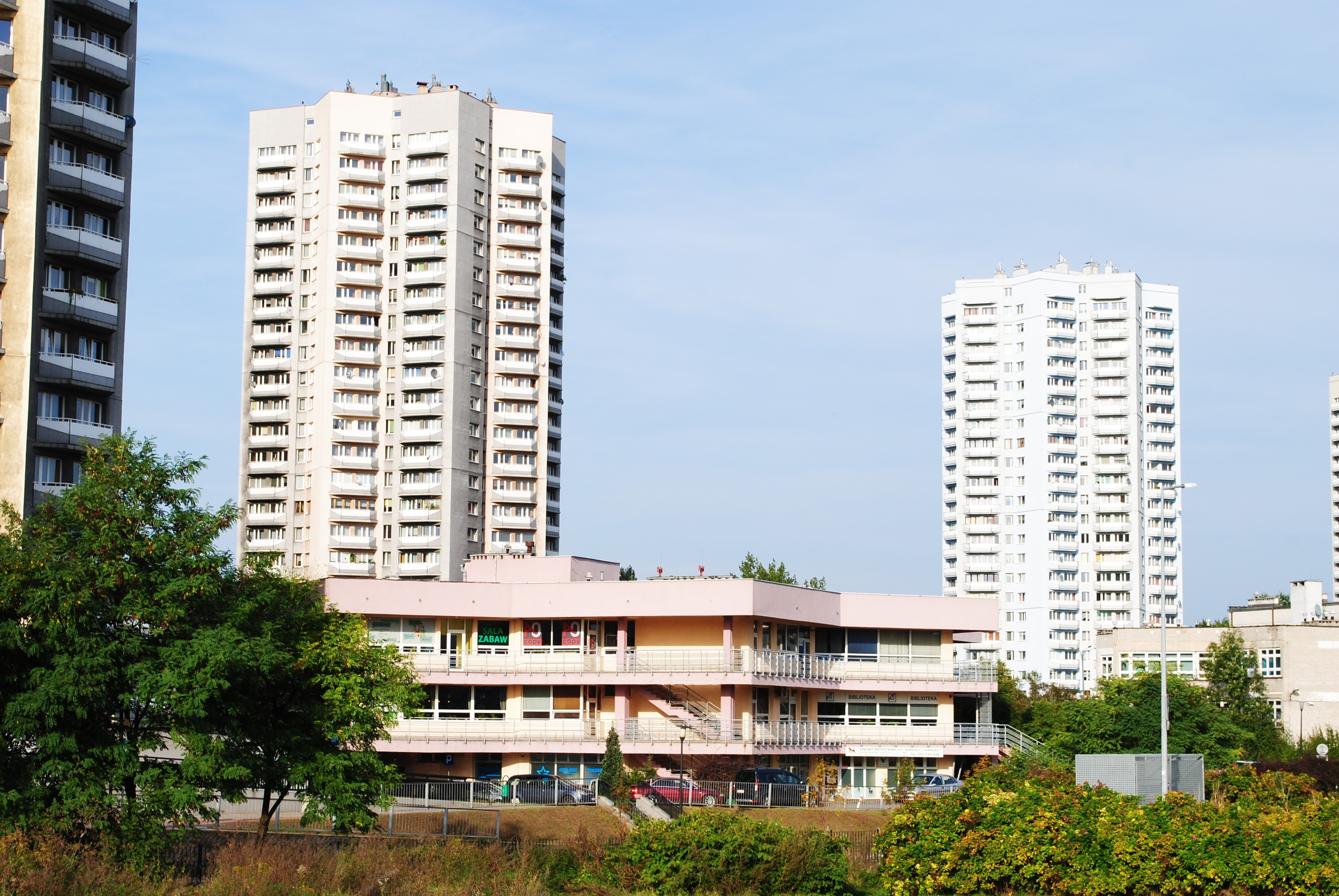
Osiedle Roździeńskiego, Katowice, wieżowce mieszkalne – „gwiazdowce”.
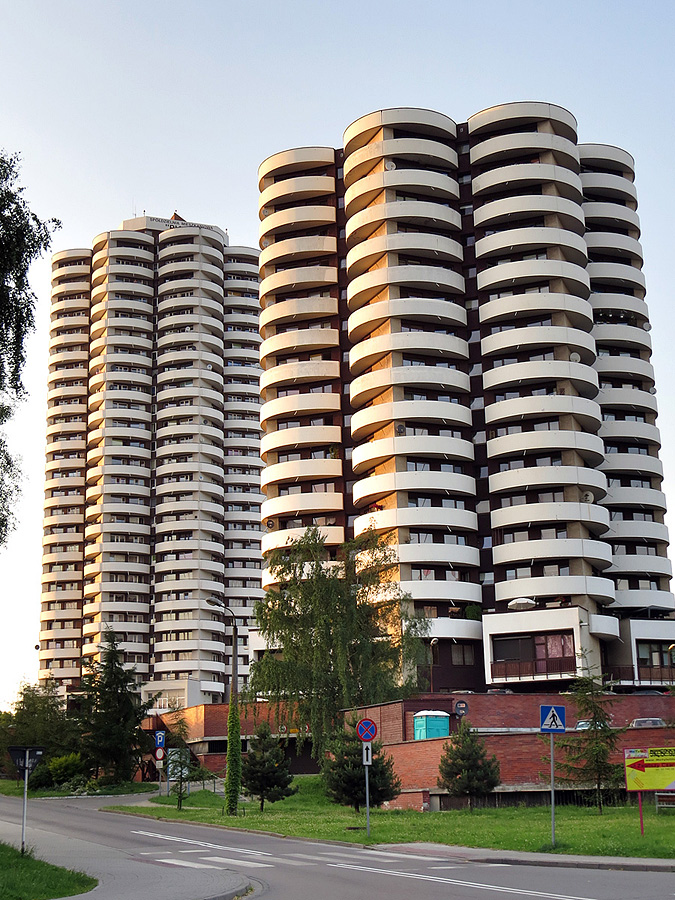
Osiedle Tysiąclecia, Katowice, jeden z pięciu 28-kondygnacyjnych wieżowców mieszkalnych zwanych „kukurydzami”.
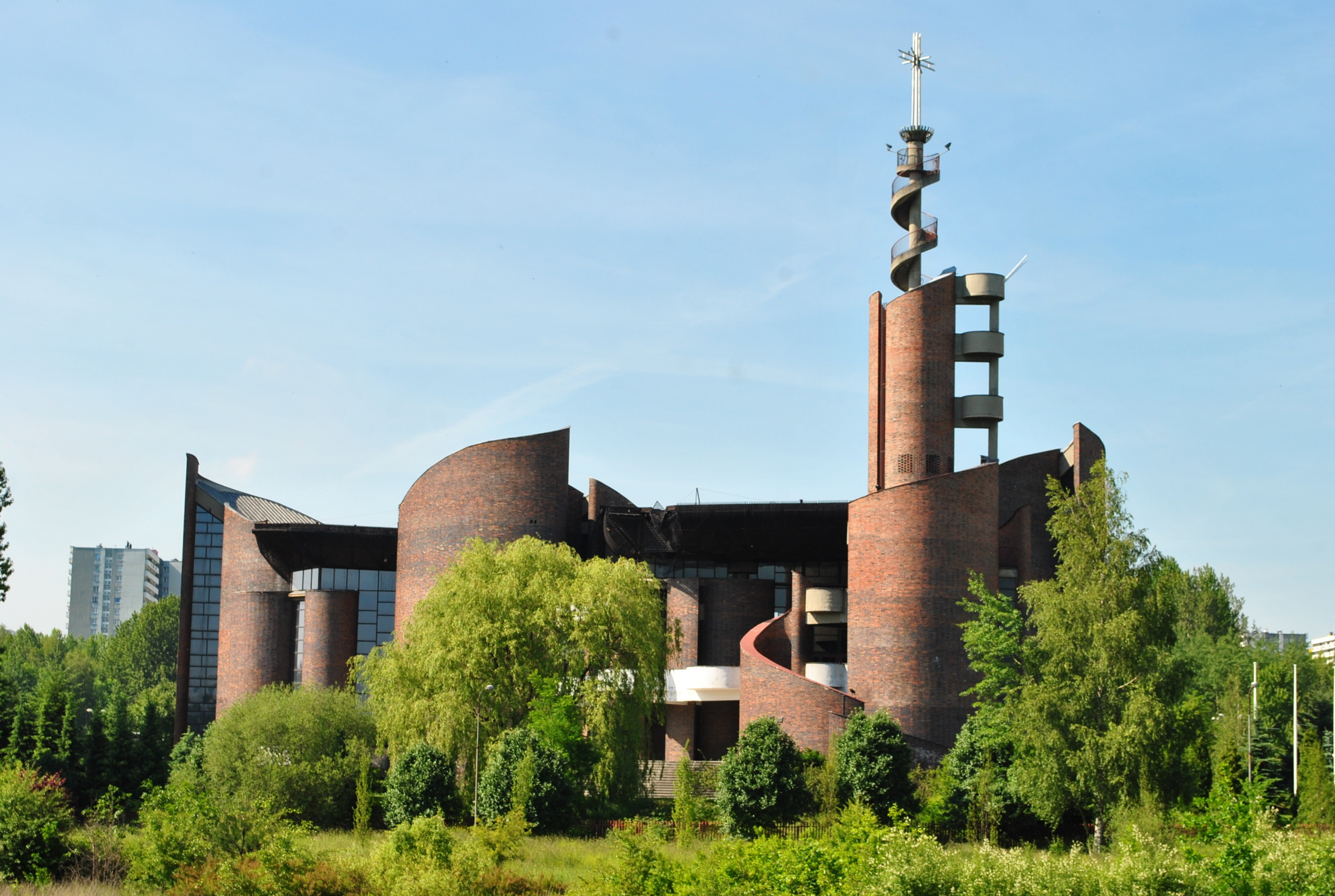
Podwyższenia Krzyża Świętego i Matki Bożej Uzdrowienia Chorych.

### Dzielnica leczniczo-rehabilitacyjna, Ustroń Zawodzie

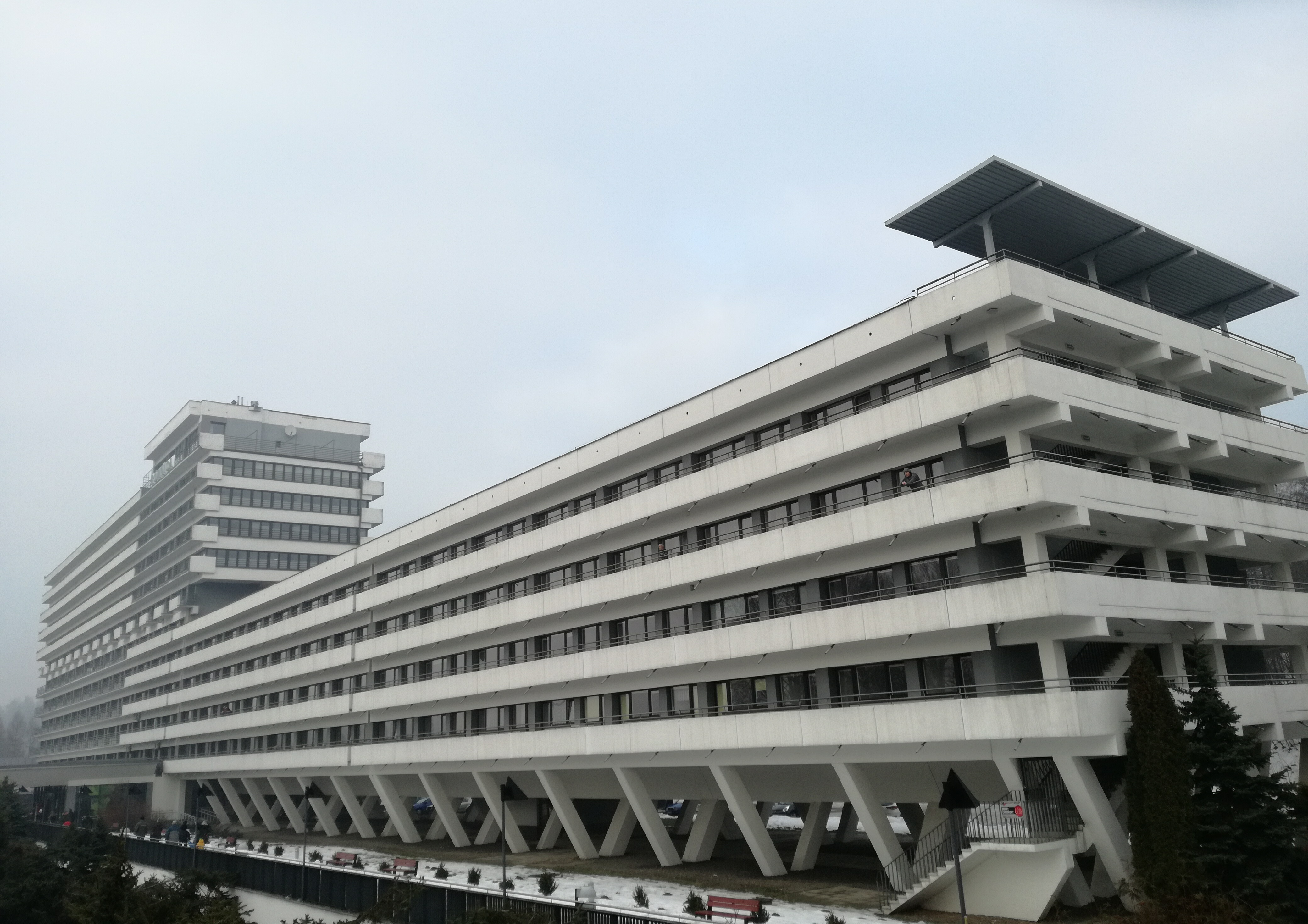
Sanatorium i szpital uzdrowiskowy Równica.
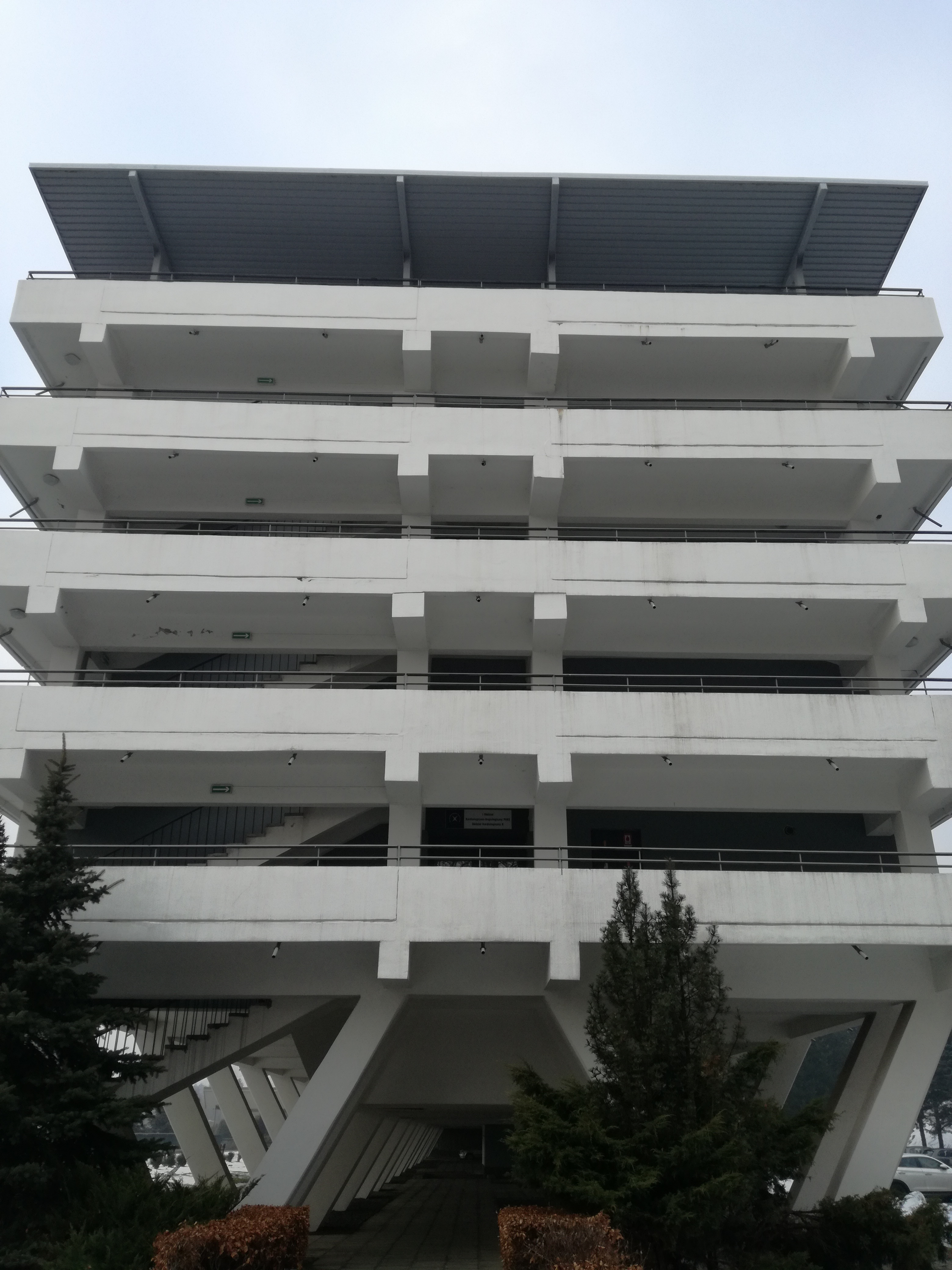
Sanatorium i szpital uzdrowiskowy Równica, elewacja boczna.
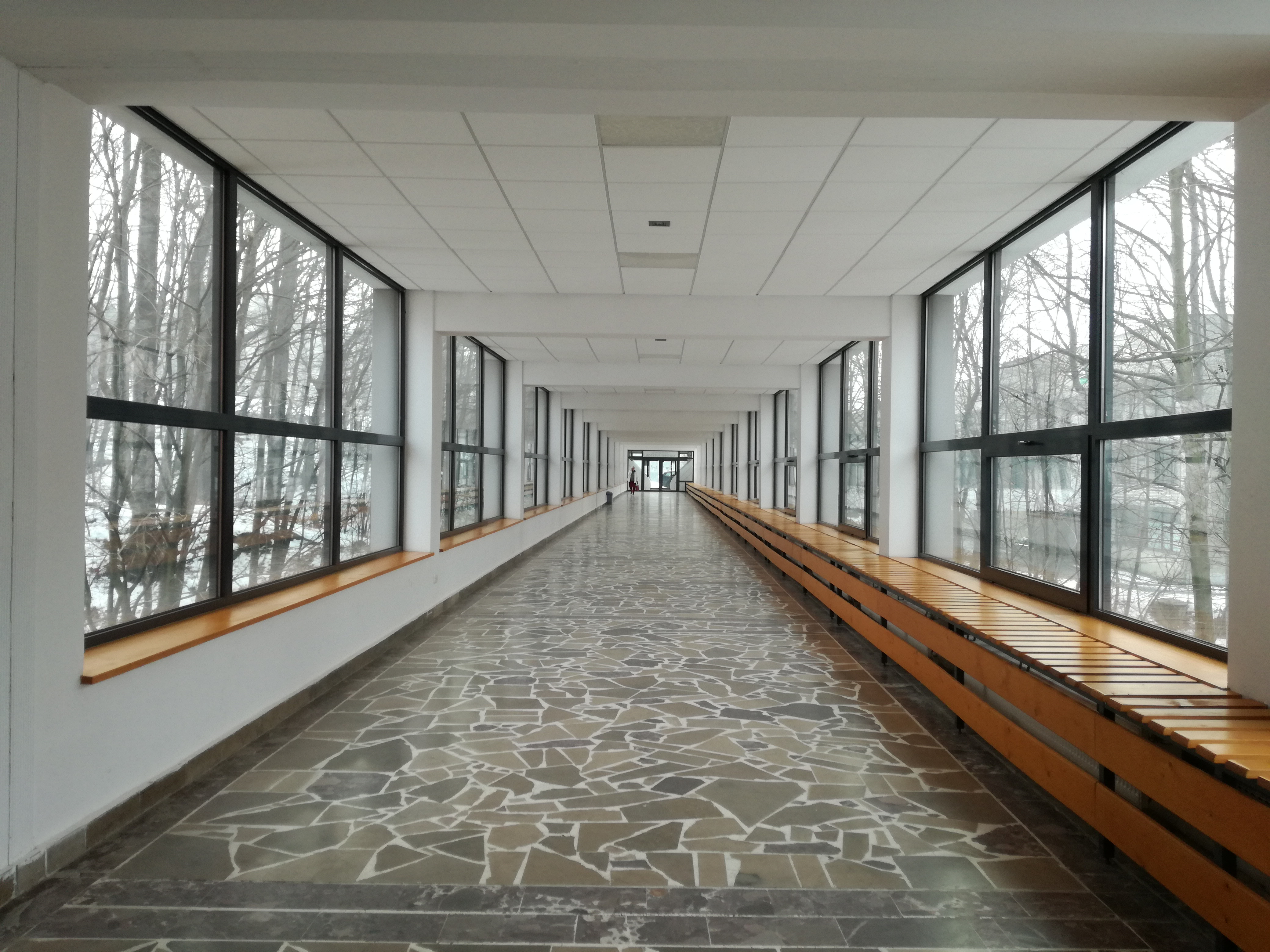
Sanatorium i szpital uzdrowiskowy Równica, wnętrze.
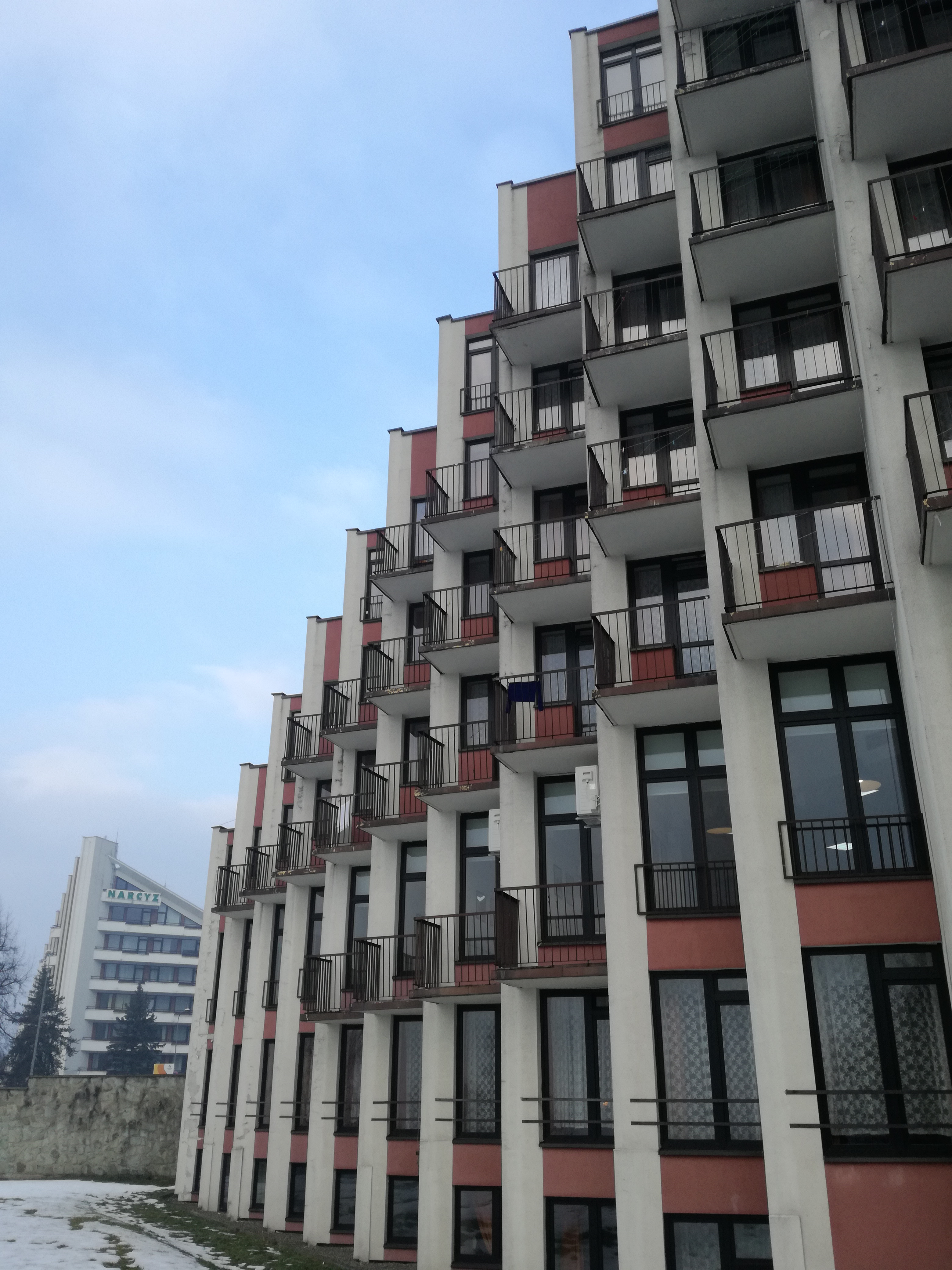
Jeden z 17 domów wczasowych – „piramid”.
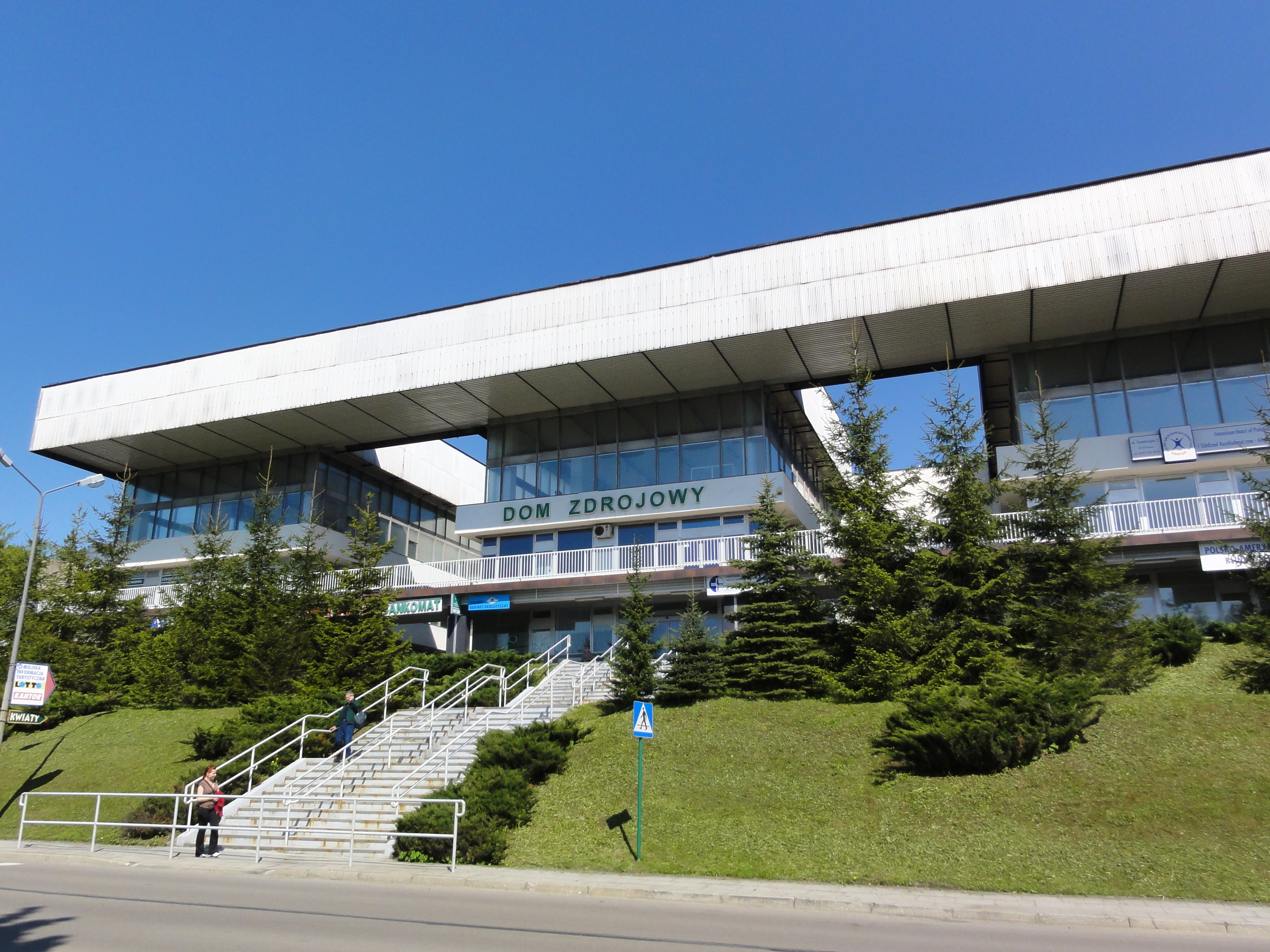
Dom zdrojowy.